# Jamaat Shariat
Es un grupo demasiado Juia Pico
ESte gruo, de rusia, son rusos, de daguestan. rusia rusia ruisa
categoria:julis